# 스톰 (마블 코믹스)
스톰(Storm, 본명: 오로로 먼로, Ororo Munroe)은 마블 코믹스에서 출간한 만화책에 등장하는 공상 캐릭터이다. 만화가 데이브 콕럼과 작가 렌 빈이 창작했으며, 1975년 5월 자이언트사이즈 X-맨 #1에서 처음으로 등장한다. 오랜기간 동안 X-맨의 일원이였고 가끔은 지도자이기도 하였다. 스톰은 블랙 팬서라고 잘 알려진, 국왕 티찰라와 결혼하여 와칸다의 여왕이었으며 와칸다의 날씨를 다스리는 여신이다.
X-맨 멤버 일원중에서 가장 흔히 볼 수 있던 사람 중 하나인 스톰은 대부분의 코믹스, 애니메이션, 비디오 게임 그리고 영화 엑스맨에서도 출연해오고 있다. 그녀의 역할은 할리 베리가 연기하였고, 2016년 영화 엑스맨: 아포칼립스에서는 알렉산드라 십이 연기를 하였다.